# Senj (żupania istryjska)
Senj – wieś w Chorwacji, w żupanii istryjskiej, w mieście Buzet. W 2011 roku liczyła 24 mieszkańców.